# فرد دين (لاعب كرة قدم أمريكية)
فرد دين (بالإنجليزية: Fred Dean)‏ هو لاعب كرة قدم أمريكية أمريكي، ولد في 24 فبراير 1952 في أركاديا ‏ في لويزيانا.

## وفاته
توفي في 14 أكتوبر 2020م، الموافق 27 صفر 1442هـ عن عمر 68 عامًا.

## وصلات خارجية
- فرد دين على موقع مرجع كرة القدم المحترفة.كوم (الإنجليزية)
- فرد دين على موقع قاعة لويزيانا للمشاهير الرياضية (الإنجليزية)
- فرد دين على موقع إن إن دي بي (الإنجليزية)